# Lord Huron
Lord Huron is een Amerikaanse indierockband uit Los Angeles. De band bestaat uit Mark Barry (drums, percussie), Miguel Briseño (bas, keyboard, theremin), Tom Renaud (gitaar) en de oprichter, Ben Schneider (gitaar, zanger). Na enkele solo- en zelfgeproduceerde EP's werd in 2012 het debuutalbum Lonesome Dreams van de groep uitgebracht en in mei 2021 hun vierde en meest recente album Long Lost.
Lord Huron combineert country, western, folkrock, rock-'n-roll, popmelodieën en de surfrock-genres met soundtrack en new age-invloeden om een geluid te produceren dat door The Wall Street Journal wordt beschreven als "een uitgesproken filmische flair, zwaar op stemming en suggestieve beelden. Lord Huron doet denken aan het eenzame geluid van antecedenten als The Band, Neil Young, My Morning Jacket en Fleet Foxes".

## Discografie
Albums
- 2010: Into the Sun (EP)
- 2010: Mighty (EP)
- 2012: Lonesome Dreams
- 2015: Strange Trails
- 2018: Vide Noir
- 2021: Long Lost

Singles
- 2010: The Stranger
- 2012: Ends of The Earth
- 2015: The World Ender
- 2015: Fool for Love
- 2017: The Night We Met
- 2018: Ancient Names Part I
- 2018: Never Ever
- 2018: The Night We Met (feat. Phoebe Bridgers)